# Rukonya
Rukonya är ett periodiskt vattendrag i Burundi.   Det ligger i provinsen Karuzi, i den centrala delen av landet, 70 kilometer öster om huvudstaden Bujumbura.
Omgivningarna runt Rukonya är en mosaik av jordbruksmark och naturlig växtlighet. Runt Rukonya är det tätbefolkat, med 369 invånare per kvadratkilometer.